# Bobby Thomason
Robert Lee Thomason, detto Bobby (Albertville, 26 marzo 1928 – Charlotte, 5 novembre 2013), è stato un giocatore di football americano statunitense che ha giocato nel ruolo di quarterback nella National Football League (NFL). Al college giocò a football al Virginia Military Institute.

## Carriera professionistica
Thomason fu scelto come settimo assoluto del Draft NFL 1949 dai Los Angeles Rams. Con essi rimase solamente due stagioni disputando sei partite, nessuna delle quali come titolare, chiuso dalle stelle Bob Waterfield e Norm Van Brocklin.
Dopo una stagione ai Green Bay Packers nel 1951, l'anno successivo passò ai Philadelphia Eagles per fungere da riserva di Adrian Burk. I due si divisero il posto da titolare finché Burk non si ritirò nel 1956. La sua miglior stagione fu quella del 1953, dopo che divenne titolare a metà ottobre, guidando la NFL con un primato in carriera di 21 touchdown e portando la squadra a sei vittorie, inclusa una sugli allora imbattuti Cleveland Browns. Il punto più alto della sua carriera fu l'8 novembre 1953 nella vittoria sui New York Giants in cui divenne il primo giocatore della storia della franchigia a superare le 400 yard passate in una gara, terminando con 437 yard e 4 passaggi da touchdown, due a testa per Bobby Walston e Pete Pihos.

## Palmarès
- Convocazioni al Pro Bowl: 3

1953, 1955, 1956
- Leader della NFL in passaggi da touchdown: 1

1953

### Statistiche
| Yard passate      | 9.840 |
| Touchdown         | 68    |
| Intercetti subiti | 90    |
| Passer rating     | 62,9  |